# Túrkeve
Túrkeve város Jász-Nagykun-Szolnok vármegye Mezőtúri járásában, a Nagykunság szívében, a Hortobágy-Berettyó partján helyezkedik el. A helybeliek szóhasználatában Túrkevi vagy egyszerűen Kevi. Szomszédos települések Mezőtúr és Kisújszállás.
A város híres gyógyfürdőjéről, fesztiváljairól (elsősorban a Kevi Juhászfesztiválról), valamint gasztronómiai különlegességeiről. Ezek miatt a várost évről évre számos magyar és külföldi (főleg német) turista keresi fel, ami a mezőgazdaság mellett a település lakosainak egyik legfontosabb bevételi forrása.
Túrkeve területe már az őskor óta lakott. Az ókorban és a középkor elején, egészen a honfoglalásig szkíta-szarmata népcsoportok éltek itt, majd a honfoglaló magyarok népesítették be a vidéket. IV. Béla magyar király oklevele említi először Keveegyház néven 1261-ben. Szintén IV. Béla volt az aki, kunokat telepített a környékre. A kun származás tudata még mindig élénken él a településen.

## Fekvése
Túrkeve város Jász-Nagykun-Szolnok vármegye keleti szélén (Kisújszállás és Mezőtúr városok között, a Hortobágy-Berettyó jobb partján) helyezkedik el.
Külterületébe tartozó területek: Malomzug, Kis-malomzug, Nagy-kaba, Kis-kaba, Csudaballa, Túrkeddi szőlő, Túrkedd, Póhamara, Pusztatúrpásztó, Szeles-hát, Ördögárka, Móriczi-földek, Fehértó, Bocskorkert, Nyomás, Toldi-kút.
A szomszédos települések: észak felől Kisújszállás, kelet felől Ecsegfalva, délkelet felől Dévaványa, dél felől Gyomaendrőd, délnyugat felől Mezőtúr, nyugat felől pedig Kuncsorba.

## Megközelítése
Túrkeve a főutaktól viszonylag távol fekszik, ennek ellenére könnyen megközelíthető Mezőtúr és Kisújszállás felől is; mindkét település irányából 12-14 kilométerre helyezkedik el. Mezőtúron a 46-os, Kisújszálláson pedig a 4-es főút vezet keresztül; Túrkevét mindkét településsel a 4202-es út köti össze, amelyen menetrend szerinti buszjáratok is közlekednek.
Kuncsorba-Kétpó térségével a várost a 4203-as út kapcsolja össze, a Hortobágy-Berettyó mentén fekvő Balatanya külterületi városrész térségébe pedig a 42 102-es út vezet a központ felől.
A város 1975-ig vasúton is elérhető volt a Mezőtúr–Túrkeve-vasútvonalon, de mára már a vonal vágányait is felszámolták.

## Éghajlata
Túrkeve Magyarország egyik legmelegebb éghajlatú városa, az éves csapadék mennyiség értéke viszont az országban a legalacsonyabbak közé tartozik (átlagosan évi 513 milliméter). A vízhiány éves szinten 130–175 milliméter. A napsütéses órák száma 2060 körüli. A fagy az országos átlagnál később kezdődik és korábban végződik, de itt az egyik legnagyobb hőingadozás az országban. Szeles-hát nem csak Túrkeve és Jász-Nagykun-Szolnok vármegye, hanem egész Magyarország legszárazabb területe is.
Hegyfoky Kabos, a helyi katolikus pap 1891 és 1919 között már meteorológia méréseket végzett, és meteorológiai állomását szervezett a településen, ami a budapesti, a fiumei és csíkszeredai után a negyedik volt az országban.

## Története

### Őskor
Már a csiszolt kőkorszakban is éltek emberek a Hortobágy-Berettyó vidékén, akiktől viszonylag gazdag leletanyag maradt az utókorra: tárgyak, használati eszközök, amik az egykor itt élők életmódjáról és életkörülményeiről tanúskodnak.

### Ókor
Az ókor legfontosabb ránk maradt emlékei az úgynevezett kunhalmok. A legismertebb túrkevei kunhalom a Tere-halom. Györffy Lajos, a Finta Múzeum volt igazgatója szerint, itt állhatott Attila hun nagykirálynak, „Isten ostorának” (flagellum Dei) egyik fapalotája. 1985-ben kezdődtek meg az ásatások a Tere-halmon és környékén. Az eredmény kiemelten védett kunhalommá tette a Tere-halmot: 11 bronzkori település rétegeit találták meg. Ezenkívül a felszínre kerültek az itt élők használati tárgyai is. Az ásatásokat a szolnoki Damjanich Múzeum régészei, Csányi Marietta és Tárnoki Judit, valamint Makkay János az MTA Régészeti Intézetének főmunkatársa később is folytatta.
Megjegyzendő az is, hogy a Tere-halmon megtalált, i. e. 1800 körülről származó leletek Európában a legészakibb bronzkori település maradványai.
Nagy jelentőséggel bír még a Bokrosi-halom is. Itt 1941-ben csatornázás közben találták meg azt a honfoglalás-kori ezüst tarsolylemezt, amit ma a Nemzeti Múzeumban őriznek.
További kunhalmok Túrkevén: Burkus-halom, Csurgói-halom, Közép-halom, Legény-halom, Nagy-Póhamarai-halom, Pásztói-halom, Buga-halom, Remete-halom, Sárga-parti-halom, Lőrinc-halom, Túrkeddi-Nagy-halom, Vecserke-halom, Vénkerti-halom, Kőhalom, Kender-halom, Kettős-halom, Névtelen-halom, Csudabala-halom és Kengyel-halom.

### Középkor
Egy ezüst és egy vas tarsolylemezen kívül más honfoglalás-kori leletet ezidáig nem találtak Túrkevén, azonban Anonymus szerint a honfoglalók a fentebb említett kunhalmoktól nem messze vonultak el. A falut az első írott forrás az Árpád-korban, 1261-ben említi Keveegyháza néven. Ez az oklevél arról tanúskodik, hogy I. László magyar király adományozta az egri püspökségnek Póhamarát, Túrkeddit és Keveegyházát.
A mai Túrkevén és környékén, Kevegyházán, Póhamarán, Túrkeddin és Nátán kunok telepedtek meg, és viszálykodás nélkül éltek egymás mellett a hun-avar-magyar-besenyő őslakossággal, később pedig az újonnan betelepülők és az őslakosok teljesen egybeolvadtak. A város belterülete vélhetően ma is azonos az Árpád-kori Keveegyháza faluhellyel.

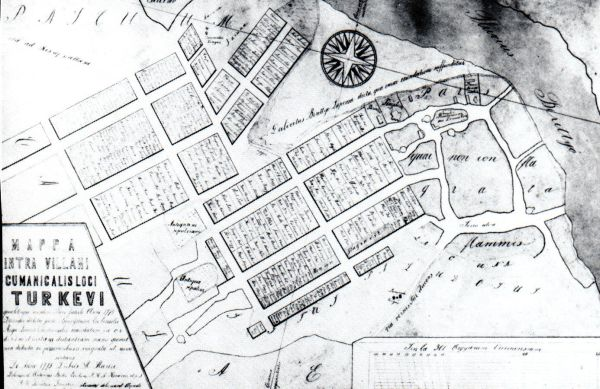
Az 1775-ben Balla Antal által készített túrkevei tüzes térkép

A tatárok elvonulása után újra benépesült három falut – Keveegyházát, Túrkeddit és Nagytelket (később Halásztelek) – 1476-ban Szücsy Pál kapta meg szolgálataiért. 1502-ben a kevi Ambrus pap, aki egyfajta főembere volt Dózsa Györgynek a krakkói egyetemen szerzett magas szintű képesítés, s ő hívta a kevéket Dózsa zászlaja alá. 1514-ben mivel a kevi jobbágyok részt vettek a Dózsa György vezette parasztfelkelésben, a seregeik egyik fő gyülekezőhelye ez a terület volt. 1959-ben 7000 15–16. századi ezüst dénárt találtak Túrkeve határában. 3588 érmét ma is a túrkevei Finta Múzeumban őriznek, a többi a szolnoki Damjanich Múzeumban látható.

### Újkor
A település 1551-ben, Szolnok eleste után került török uralom alá. A XVII. században Túrkevi birtokperek tárgya volt. Ezen perek végén, 1629-ben került Túrkeve a kiváltságos nagykun községek sorába. A földesúri zaklatások a törökök és a portyázó tatárok miatt 1655-re alig lakták Túrkevit.

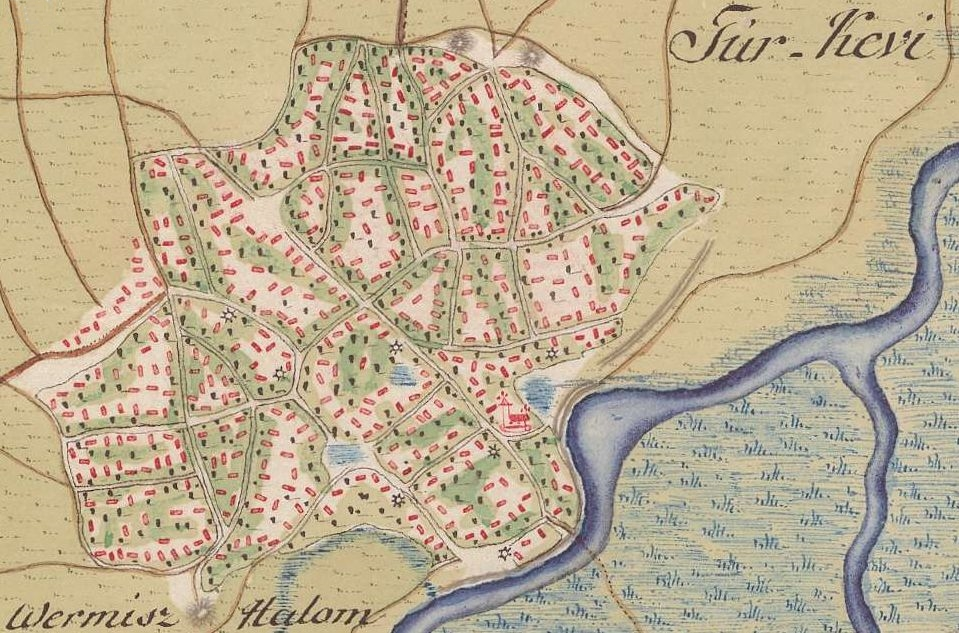
Túrkeve az 1783-as katonai térképen

Később Thököly Imre kurucainak téli szállásaként szolgált. 1678-ban a kurucok és a császári hadak itt ütköztek meg egymással, 1680-ban pedig maga Thököly is járt Túrkevén. 1699-ben Túrkevi és környékét már elpusztított helységként tüntették fel.
A település 1702-ben a Német Lovagrend birtoka lett. 1706-ban, a visszatelepítés kezdetén a kevieknek ismét menekülniük kellett a rabló rácok elől: II. Rákóczi Ferenc Rakamazra költöztette őket. Az újbóli visszatelepítések csak 1711-ben indultak meg.
1745. május 16. fordulópont volt a keviek életében. Ekkor Túrkevit, Móric-pusztát, Kis-kabát, Póhamara-pusztát és Csorba egynegyed részét 28 300 rajnai forintért és 42 lovas katona kiállításáért megváltották lakói, s ettől kezdve Túrkevi azon lakói, akik részt vettek a földek megváltásában szabadokká váltak, és kollektív nemesi jogokat kaptak.
Fényes Elek szerint:

„Szabad m. v. Jász- és Kun kerületekben, nem messze Tur városától a Berettyó mellett: 212 kath., 8237 ref., 23 óhitü lak., kath. és ref. anyatemplomokkal, ref. oskolákkal. Határa gazdag fekete kerti föld, s mindenik lakos a magáét egy tagban birja; szép szarvasmarhát és sok juhot tenyészt. 1753-ban Törő, Bot, Bujdosó lázzadók társaikkal együtt itt fogattak meg.”

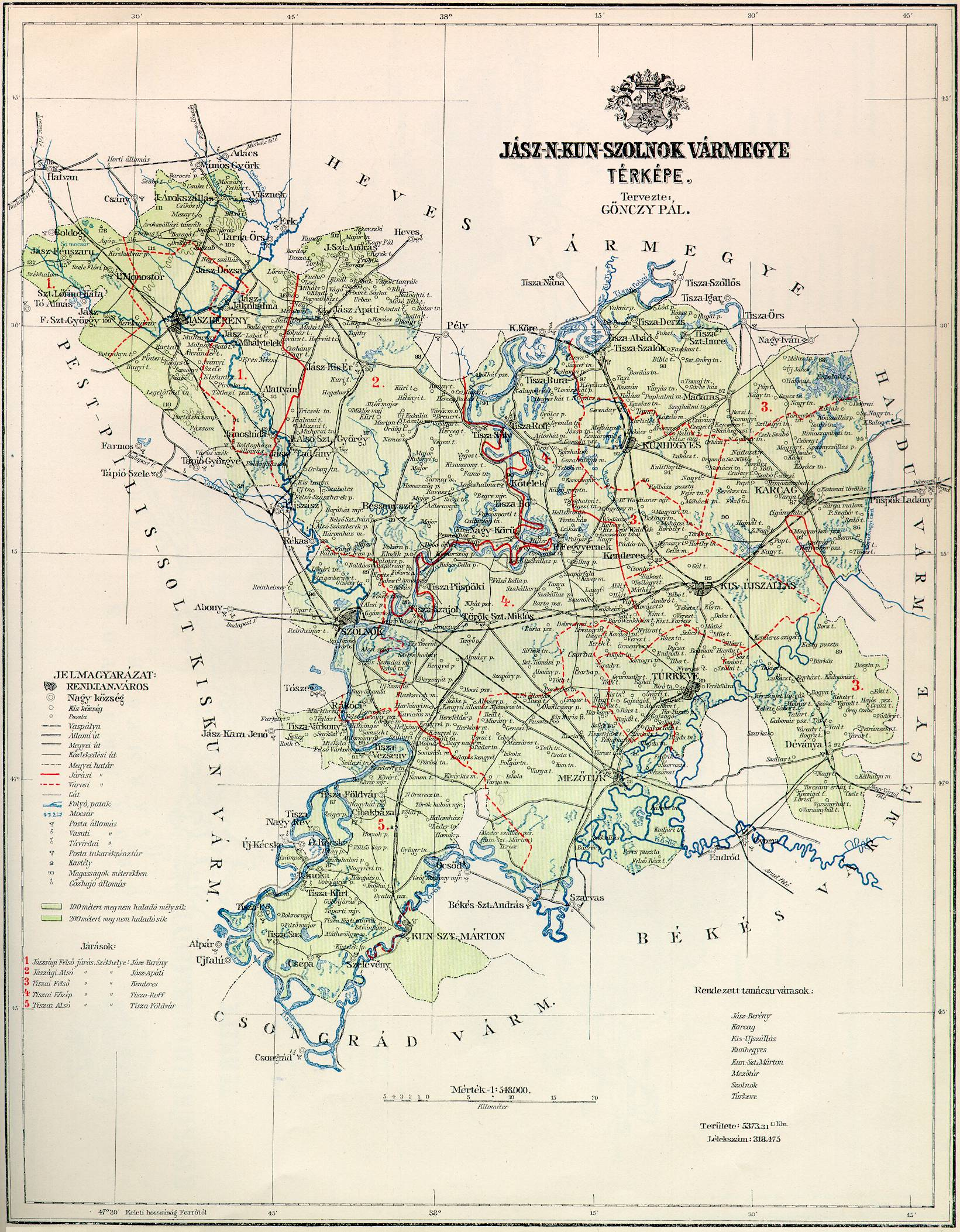
Vasútvonalak és vasútállomások Jász-Nagykun-Szolnok vármegyében 1891-ben

Ezután Túrkeve békés fejlődését a II. világháborúig csak az 1774. évi tűzvész, az 1848–49-es forradalom és szabadságharc, és az 1863-as rendkívül nagy aszály zavarta meg, amiben a szarvasmarha-állomány 88%-a és a juhállomány 93,5%-a odaveszett. Emiatt megindult egy nagymértékű elvándorlás az aszály által kevésbé sújtott területekre, Szilágy -és Arad vármegyék irányába. A keviek 1873-ban Pásztót is megváltották.
1808-tól mezővárosi, pontosan „Nagykun városi” rangot kapott. Az 1848-49-es forradalom és szabadságharcban a keviek is részt vettek. A legnagyobb létszámban 1849 júliusában voltak jelen a keviek: ekkor 5000 nagykun lovaskatona között 1117-en voltak a keviek.
A lakosság létszáma az 1860-as évekre már meghaladta a 11 ezret. 1874-től rendezett tanácsú város rangot kapott. Első polgármestere a redemptus családból származó Nánássy János (1871–1890) volt. 1876-ban csatolták Jász-Nagykun-Szolnok megyéhez, mint a Nagy-Kunság egyik városát, így történelme és hagyományai révén a Nagykunság tájegységhez tartozik.

### Legújabb kor
Sem az első világháború, sem a Trianoni békediktátum nem volt hatással a város életére. Körülbelül 600 túrkevei lakos esett el valamelyik hadszíntéren. Az 1925-ben felavatott emlékművük a Petőfi-téren, a Városháza épülete előtt áll.
1919-ben földosztást rendeltek el a településen, de ennek végrehajtására sohasem került sor a román intervenció miatt, aminek sok ártatlan kevi lakos esett áldozatul.
1925-óta van Túrkevén villanyvilágítás, és ugyanebben az évben a vízszolgáltatás javítása érdekében két artézi kutat is fúrtak az 1929-től a megyei város címet viselő településen.
Túrkevét a II. világháborúban már jóval súlyosabb csapás érte, mint az I. világháborúban.
A szovjetek 1944. október 8-án érték el Túrkevét, de 1944. október 20-án a várost visszafoglalták a németek. A szovjetek 1944. október 22-én hajnalra végleg elfoglalták Túrkevét. A városra nem is ez a hosszas huzavona volt rossz hatással, hanem ami ezután következett. Történt ugyanis, hogy Szolnok felől két német Tigris tank érkezett az éj leple alatt a város határába, s az út mentén lévő a kukoricatáblában álltak lőállásba. Miután néhány járőröző szovjet katonát megöltek, visszavonultak Szolnok felé. Mikor a szovjetek rátaláltak a holttestekre, azt gondolták, hogy ez a helyiek műve, s ezért fel akarták gyújtani a várost. A városi elöljáróságnak ezt sikerült megakadályoznia, de csak úgy, hogy megengedték a szovjeteknek a szabad rablást. Az e nélkül is fosztogató szovjetek pedig kihasználták az alkalmat, hogy „legálisan” fosztogathatnak.

## Közélete

### Polgármesterei
- 1990–1994: Németh István[10] (független)
- 1994–1998: Németh István (FKgP-MDF)[11]
- 1998–2002: Németh István (FKgP)[12]
- 2002–2004: Dr. Szabó Zoltán (Túrkevén Élőkért Egyesület)[13]
- 2004–2006: Dr. Szabó Zoltán (független)[14]
- 2006–2010: Cseh Sándor (független)[15]
- 2010–2014: Dr. Szabó Zoltán (független)[16]
- 2014–2019: Vida Tamás (Fidesz-KDNP)[17]
- 2019–2024: Sallai Róbert Benedek (független)[18]
- 2024– : Sallai Róbert Benedek (független)[1]

A településen 2004. április 25-én időközi polgármester-választást tartottak, mert az addigi polgármester személye vonatkozásában összeférhetetlenségi körülmény merült fel. Ennek ellenére a választáson ő is elindult, és meg is nyerte azt.
A település képviselő-testülete (a 2010-es önkormányzati választás óta) a polgármesterrel együtt 9 főből áll. Az önkormányzat címe: 5420, Túrkeve, Petőfi tér 1., telefonszáma: (+36) 56/361-111, faxszáma: (+36) 56/361-030, hivatalos honlapja: www.turkeve.hu.

## Lakosság
A város létszáma a rendszerváltást követő 25 év során 17,6 %-kal csökkent.
| Év (jan.1.)                                                         | Lakó   | ±    | Lakás | Megjegyzés   |
| ------------------------------------------------------------------- | ------ | ---- | ----- | ------------ |
| 1990                                                                | 10 597 |      | 3 950 | népszámlálás |
| 1991                                                                | 10 523 | −74  | 3 983 |              |
| 1992                                                                | 10 417 | −106 | 3 994 |              |
| 1993                                                                | 10 304 | −113 | 4 005 |              |
| 1994                                                                | 10 128 | −176 | 4 005 |              |
| 1995                                                                | 10 420 | 292  | 4 005 |              |
| 1996                                                                | 10 333 | −87  | 4 007 |              |
| 1997                                                                | 10 271 | −62  | 4 015 |              |
| 1998                                                                | 10 150 | −121 | 4 019 |              |
| 1999                                                                | 10 117 | −33  | 4 019 |              |
| 2000                                                                | 10 061 | −56  | 4 006 |              |
| 2001                                                                | 10 240 | 179  | 4 011 | népszámlálás |
| 2002                                                                | 10 181 | −59  | 4 006 |              |
| 2003                                                                | 10 047 | −154 | 3 999 |              |
| 2004                                                                | 9 935  | −112 | 3 994 |              |
| 2005                                                                | 9 786  | −149 | 3 988 |              |
| 2006                                                                | 9 640  | −146 | 3 986 |              |
| 2007                                                                | 9 545  | −95  | 3 984 |              |
| 2008                                                                | 9 394  | −151 | 3 985 |              |
| 2009                                                                | 9 215  | −179 | 3 995 |              |
| 2010                                                                | 9 049  | −166 | 4 001 |              |
| 2011                                                                | 9 008  | −41  | 3 978 | népszámlálás |
| 2012                                                                | 8 985  | −23  | 3 978 |              |
| 2013                                                                | 8 869  | −116 | 3 981 |              |
| 2014                                                                | 8 749  | −120 | 3 981 |              |
| 2015                                                                | 8 678  | −71  | 3 985 |              |
| 2016                                                                | 8 563  | −115 | 3 985 |              |
| Forrás: Túrkeve. Helységnévtár. KSH. (Hozzáférés: 2017. február 2.) |        |      |       |              |

| Lakosok száma | 8869 | 8749 | 8462 | 8146 | 7868 | 7859 | 7789 |
|               | 2013 | 2014 | 2017 | 2021 | 2022 | 2023 | 2024 |

2001-ben a város lakosságának 98%-a magyar, 2%-a cigány nemzetiségűnek vallotta magát.
A 2011-es népszámlálás során a lakosok 87,8%-a magyarnak, 2,4% cigánynak, 0,3% németnek mondta magát (12,2% nem nyilatkozott; a kettős identitások miatt a végösszeg nagyobb lehet 100%-nál).
2022-ben a lakosság 91,3%-a vallotta magát magyarnak, 1,6% cigánynak, 0,4% németnek, 0,2% románnak, 0,1-0,1% ukránnak és lengyelnek, 1,7% egyéb, nem hazai nemzetiségűnek (8,6% nem nyilatkozott; a kettős identitások miatt a végösszeg nagyobb lehet 100%-nál).

## Neve
A város neve két részből tevődik össze. A Túr- előtag a Hortobágy-Berettyó folyó régi nevére utal. A Keve pedig ősi magyar személynév, amely egy hun vezér neve is volt, és mind az ősmagyarok nyelvén, mind hun nyelven („kevi”) a jelentése: "kő". Az, hogy Keve vezér létezett-e a valóságban nem bizonyított, annyi viszont igen, hogy a település eredeti neve Keve lehetett. Ez abból következik, hogy a várost a helybeliek még ma is kevinek vagy túrkevinek mondják, ami nem meglepő, hiszen a települést közel 500 évig így hívták.
A település neve a következőképpen változott az idők folyamán:
- Az 1261-es oklevél 1271-es átírásában Keveghaz (=Keveegyház) olvasható. E név arra utal, hogy a falunak temploma is volt, hiszen ezért illeszthették az eredeti településnév (Keve mögé az egyház utótagot).
- A 13. század végére, mire a település és a környék újra benépesült a tatárjárás után a település neve Keve lett. Valószínűleg ez az eredeti név újbóli felvétele és használata volt.
- A 15. századtól kezdve a név végi -e -i-re változott a tájnyelvi kiejtés miatt, és a megkülönböztetés végett a vidék folyójának, a Hortobágy-Berettyónak a régi nevét, a Túr-t illesztették a -kevi elé, s a település neve így Túrkevi lett.
- Habár a Túrkevi elnevezés napjainkig fennmaradt, a múlt század  közepe óta a hivatalos okmányokon és dokumentumokon a Túrkeve nevet használják.[6]

## Családtörténet
Túrkeve történetében számos család töltött be jelentős szerepet.
Vincze (nemes felsővályi): E családról Nagy Iván, neves genealógus is megemlékezik, ám az általa felállított családfa több helyen pontatlan. A család történetéről pontos képet Pozsonyi László: Karrierek, konfliktusok, mindennapok egy Nagykun família életében (1745-1867) című műve ad, amiben kifejezetten a túrkevei ággal foglalkozik. Kiemelkedő egyéniség volt Vincze Márton, aki e családból először került Túrkevére. 3 ízben választották meg főbírónak, ezenkívül pályázott a nagykun kapitányi címre, ám ezt nem nyerte el. Kenéz Mihály, Hajdú István és Hajdú Benedek után ő váltotta a negyedik legnagyobb területet a redemptio idején. Ebben valószínűleg nagy része volt az apósától, Kallós Istvántól örökölt vagyonnak. Két fia közül az idősebb, István Mária Terézia testőrségének tagja, a fiatalabb, Pál, pedig túrkevei főbíró volt. Pál hasonnevű fia szintén kérelmezte felvételét a királynő testőrségének tagjai közé, ám kérelmét elutasították. István leszármazottai között sok kiváló katonát, így a Nádor-huszárezred kapitányát is megtaláljuk.
Kallós (nemes borzovai): Szintén Pozsonyi László fent említett könyve mutatja be Túrkeve első főbírájának életét. Kallós István 1727-1733-ig évről-évre a település első embere volt, de már 1720-ban is betöltötte a főbírói hivatalt. Fiúutód nélkül halt meg idősebb lányát nemes kérszigeti Sárkány Miklóshoz, fiatalabb lányát pedig Vincze Mártonhoz adta hozzá.
Sárkány (nemes kérszigeti): A Túrkevéhez közeli Kérszigetről (ma Dévaványa része) származó család története a 16. századra nyúlik vissza, amikor Sárkány László nemeslevelet kapott. Az ő leszármazottja volt többek között Pál, a vármegye táblabírája és esküdtje, valamint Miklós, aki Kallós István veje lett. Miklós gyermekei, János és Tamás Túrkevén maradtak, és itt alapítottak családot.
Hajdu Hajdu János özvegye két fiával, Miklóssal és Istvánnal a visszatelepülők első csoportjával költözött az 1700-as évek közepén Túrkevére. Miklós Magyar Sárával kötött házasságából született Benedek. a redemptio idején Kenéz Mihály után a két testvér Hajdú István és Hajdú Benedek  váltotta meg Túrkevén a legnagyobb területet. Benedek Debreczenyi Katalinnal kötött házasságából 7 gyermek született közülük Ferenc a túrkevei nemes Hajdu család őse. A család nemességét Ferenc, Mihály, József és Imre kérésére a Jász- és Kun-kerületekben 1842 augusztus 11-én, erősítették meg.
A Hajdu család 2 évszázadon át meghatározó szerepet töltött be mind Túrkeve, mind a Nagykun-kerület társadalmi életében. Hajdu Mihályt 1848-ban nagykun kapitánnyá választották, Hajdu Ignác 1869 és 1875 között Túrkeve és a Nagykun-kerület országgyűlési képviselője. Hajdu Imre a város jelentős donátora, a túrkevei református templom 3 harangjának adományozója. Hajdu József 1896-tól 1901-ig a Túrkevét is magába foglaló Kunszentmiklósi központú országgyűlési választókerület képviselője. A család 1947-ban emigrációba kényszerült és hosszú vándorlás után Ausztráliában telepedett le. Hajdu József unokája Joe Hajdu a Melbourne-i Deakin Egyetem geográfia professzora több európai városról készült monográfia szerzője. 2015-ben jelent meg Budapestről írt könyve: Budapest: A History of Grandeur and Catastrophe cimen. Hajdu József dédunokái közül egyetlen él Magyarországon az is Budapesten.
További megemlítendő családok: Győrffy, Nánássy (Nánási), Barna, Túri, Finta, Czihat (nemes dadai), Kánya, Madarász, Bot,  Csáki (Csáky), Hollósi (nemes pozsonyi), Debreczeni (nemes zempléni), Vámos, Hagymási, Kohári (Koháry, a bárói, grófi, majd hercegi rangot is elnyert Koháry család oldalági rokona). A helyiek úgy tartják, hogy a tősgyökeres keviek között valamilyen rokonságnak feltétlenül lennie kell, s talán ezért is olyan kedvesek és segítőkészek egymással szemben.

## Gazdasága

### Mezőgazdaság
Túrkeve legfontosabb gazdasági adottsága a termőföld, mely löszös közepes vízbefogadó képességű, erősen víztartó. A rendszerváltás előtt nagy területeken sikeres meliorációs munkálatokat végeztek. Manapság gabonaféléket, elsősorban búzát, árpát, rozst és zabot termelnek a településen.
A város állattenyésztését az idők kezdete óta a juhtenyésztés fémjelzi. Ezen kívül jelentős a sertés, a baromfi -és a szarvasmarhatartás is. Sertésekből az 1960-1970-es években szinte minden háznál több tucatot tartottak.
Habár a táj nem kedvez a legtöbb gyümölcsfajta termesztésének, a szilva és az alma kivételt képez, hiszen ennek a két gyümölcsnek több fajtája is megterem ezen a vidéken.

### Ipar
Régebben Túrkevén működött az országos nagyvállalat (AFIT) autó és gépjavító vállalat 17. telephelye, ami a rendszerváltás után nem sokkal megszűnt. Napjainkban magántőke befektetésével komoly beruházás zajlott és zajlik jelenleg is, autóalkatrész-gyártás és -beszállítás neves autógyárak részére.

### Ásványkincsek
Hasznosítható ásványi és bányakincsei a földgáz, termálvíz, agyag és (kismértékben) homok. Vízkészletek a folyóvizekből vízkivétellel, továbbá a réteg- és mélységi vizek vonatkozásában bőségesen állnak rendelkezésre.
A település jelentős geotermikus energiával jelentkezik, aminek kiaknázása jelenleg folyamatban van, gázmotoros erőmű építésének tervezése/pályáztatása van folyamatban, ami jótékony hatással lesz mind gazdaságilag, mind környezetvédelmileg az itt élők számára.

## Vallás
A 2001-es népszámlálás adatai alapján a lakosság 25,5%-a református, 5,9%-a római katolikus, 0,3%-a görögkatolikus, 0,2%-a pedig evangélikus vallású. A lakosság 0,8%-a más egyházhoz, vagy felekezethez tartozik. 54,3% nem tartozik egyetlen egyházhoz, vagy felekezethez sem. 12,9% ismeretlen, vagy nem válaszolt.
2011-ben a vallási megoszlás a következő volt: római katolikus 4,4%, református 17,9%, felekezeten kívüli 56,7% (19,9% nem nyilatkozott).
2022-ben vallásuk szerint 13,8% volt református, 3,4% római katolikus, 9,3% református, 0,3% görög katolikus, 0,1% evangélikus, 0,6% egyéb keresztény, 0,4% egyéb katolikus, 48,6% felekezeten kívüli (32,6% nem válaszolt).

### Római katolikus egyház
A törökök kiűzése után a területet újra benépesítették, de ekkor a lakosok többsége református vallású volt. A helyi római katolikus hívek lelki gondozását előbb Törökszentmiklós, később pedig Karcag látja el.
1774-ben alapították meg a túrkevei egyházközséget, és 1782-ben megkezdik a paplak építését. 1783-ban már önálló a plébánia, s Túrkevén egy kis kápolna is áll. A ma is látható római katolikus templomot 1812-ben kezdték el építeni, de csak 1822-re készült el, s ekkor áldották meg. Ma Túrkeve a Szeged-Csanádi Egyházmegye Szarvasi Esperesi Kerületéhez tartozik.

### Református egyház
A református vallás 1567 után vert gyökeret Túrkevén. A település első lelkipásztora Czeglédi Nyírő János volt, aki 1568-tól volt itt lelkész. Habár a török hódítás és a Rákóczi-szabadságharc miatt csak 1723-től működhetett ismét egyházközség a településen, 1711 óta Túrkeve lakossága református többségű. A születési, halotti és esketési anyakönyveket 1743 óta vezetik folyamatosan.
A ma már műemléki védelmet élvező késő barokk és klasszicista stílusú templom 1755-ben épült Kaszap Nagy István lelkészsége idején, Csermák Vencel debreceni építész vezetésével a korábbi templom kibővítésével. A XIX. század folyamán többször is átalakították a templomot. 1820-1821-ben megmagasították a tornyot, és új tetőt is helyeztek rá. 1835-ben elkészült az első orgona is, amely egészen 1908-ig működött. A megépítéséhez 1000 forintra volt szükség, amit közadakozásból gyűjtöttek össze. 1847-ben a templomhajó került a felújítás középpontjába: meghosszabbították és megmagasították, valamint kétemeletes karzatokkal bővítették, s ez által az ülőhelyek száma 1800-ra nőtt. A tornyot mindkét irányba kiszélesítették, s így olyan széles lett, mint a templomhajó. Még ugyanebben az évben két új ajtó is a helyére került. 1858-ban Hajdu Imre (ügyvéd), helyi földbirtokos felajánlásából a németországi Bochumban három harangot készítettek acél-réz ötvözetből a túrkevei református egyházközség számára. A harangok elkészíttetése 1412 porosz tallérba került.  Csillogásuk miatt a helyiek "ezüstharangnak" nevezik őket. A korábbi harangokat Jászberénynek, Rákóczifalvának és Kuncsorbának ajándékozták a keviek. 1907-ben és 1981-1982-ben ismét felújították a templomot. 1908-ban két helybéli özvegyasszony felajánlásából készült el a ma is használt 17 regiszteres, 1400 sípos hangversenyorgona. Építője a pécsi Angster József volt.
Maga a templom 16 méter széles és 52,6 méter hosszú. A torony magassága 42,3 méter. A kerengő 18,3 méteres, az óralapok pedig 25 méteres magasságban vannak. A hajó tetőfelülete 930 m², lefedéséhez 35 000 cserépre van szükség. A fal vastagsága 130–150 cm között van. A mennyezetet kazetták és gipszstukkók díszítik.
1913-ban a túrkeveiek 90 %-a (13 447 lakosból 12 149 fő) református vallású volt. Ma Túrkeve a Tiszántúli Református Egyházkerület Nagykunsági Egyházmegyéjéhez tartozik.

## Természeti értékei
A város közigazgatási területének jelentős része a Körös-Maros Nemzeti Park Igazgatóságának kezelése alá tartozik a Hortobágy-Berettyó folyó vadregényes tájai, valamint az ecsegpusztai túzok és ugartyúk élőhelye védelmében.
Azonban nem csak e két faj miatt bír oly nagy természeti értékkel a terület. A Hortobágy-Berettyóban 3-féle békalencse (apró-, keresztes -és púpos békalencse) él, amelyek a vízitökkel, a vízi tündérfátyollal, a békatutajjal, a vízi rucaörömmel, valamint a sulyommal együtt alkotják a folyó vízinövényeinek csodálatos világát. A part mentén és a sekélyebb részeken sok a nádas, amely az ágas békabuzogány, sárga nőszirom és fekete nadálytő élőhelye. A halastavak környéke a farkas kutyatejnek, az ártéri ligeterdők pedig a fehér nyárnak, a fűzfának, a kocsányos tölgynek és a kökénynek szolgál otthonául. A füves puszták leggyakoribb növénye az apró lila virágú sziki sóvirág, a sziki őszirózsa, az orvosi székfű (vagyis a kamilla), a közönséges cickafark és a sokfelé őshonos réti ecsetpázsit, amely akár 1 méteresre is megnőhet. Habár kisebb mennyiségben fordul elő, de megél itt a veresnadrágcsenkesz és a közönséges nyúlánksárma is. Ez utóbbi védett növény a legnagyobb számban Pásztón található meg, ahol mintegy 3000 tő él.
A vidék állatvilága is nagyon gazdag. Habár a folyó halfaunáját a belé öntött szennyvíz erősen veszélyezteti, három halfaj: a kurta baing, a vörösszárnyú keszeg és a réti csík halrajai mondhatni zavartalanul élnek itt. Igaz, ez utóbbi állománya a folyószabályozások után valamivel megcsappant. Jóval kisebb számban előforduló védett halfajok még a vágó csík, a halványfoltú küllő (melynek természetvédelmi értéke 10 000 Ft egyedenként) és a széles durbincs. Ami a madárvilágot illeti, a környéken – nagyobb kiterjedésű erdőterületek hiányában – a vízi -és pusztai madárfajok az elterjedtek. Gyakori látvány a folyóparton a tőkés réce, a búbos vöcsök, a szárcsa, a nádirigó és a nagy kócsag is. A rétek madarai a mezei pacsirta és a sárga billegető. Az árterekben él a szürke légykapó, a szalakóta (fokozottan védett, természetvédelmi értéke 500 000 Ft), a szajkó, a tengelic és az erdei pinty. Ez utóbbi két fajt a városban is meg lehet figyelni, csakúgy, mint a főleg parkokban és kertekben élő sárgarigót, fekete rigót, vörösbegyet, széncinegét, verebet, füsti fecskét, nagy fakopáncsot, házi rozsdafarkút, a sárga -és tüzesfejű királykát. 2011 januárjában legalább 63 réti fülesbagoly is megjelent Túrkevén. Ezek a madarak fokozottan védettek, természetvédelmi értékük egyedenként 250 000 forint.
Az apróbb emlősök, mint például az ürge, a mezei nyúl és a mezei pocok a mező lakói. Az apróbb erdős területeken erdei egérrel, erdei cickánnyal, görénnyel és menyéttel is találkozhatunk. Éjjelente az itt élő négy denevérfaj (a törpe-, a kései-, a korai -és a szürke hosszúfülű denevér), valamint a keleti sün is előmerészkedik nappali búvóhelyéről. A túrkevei határban rengeteg őzet lehet megfigyelni. Gyakran bemerészkednek egészen a város szélén lévő kertekig és temetőkig.

## Nevezetességek, látnivalók

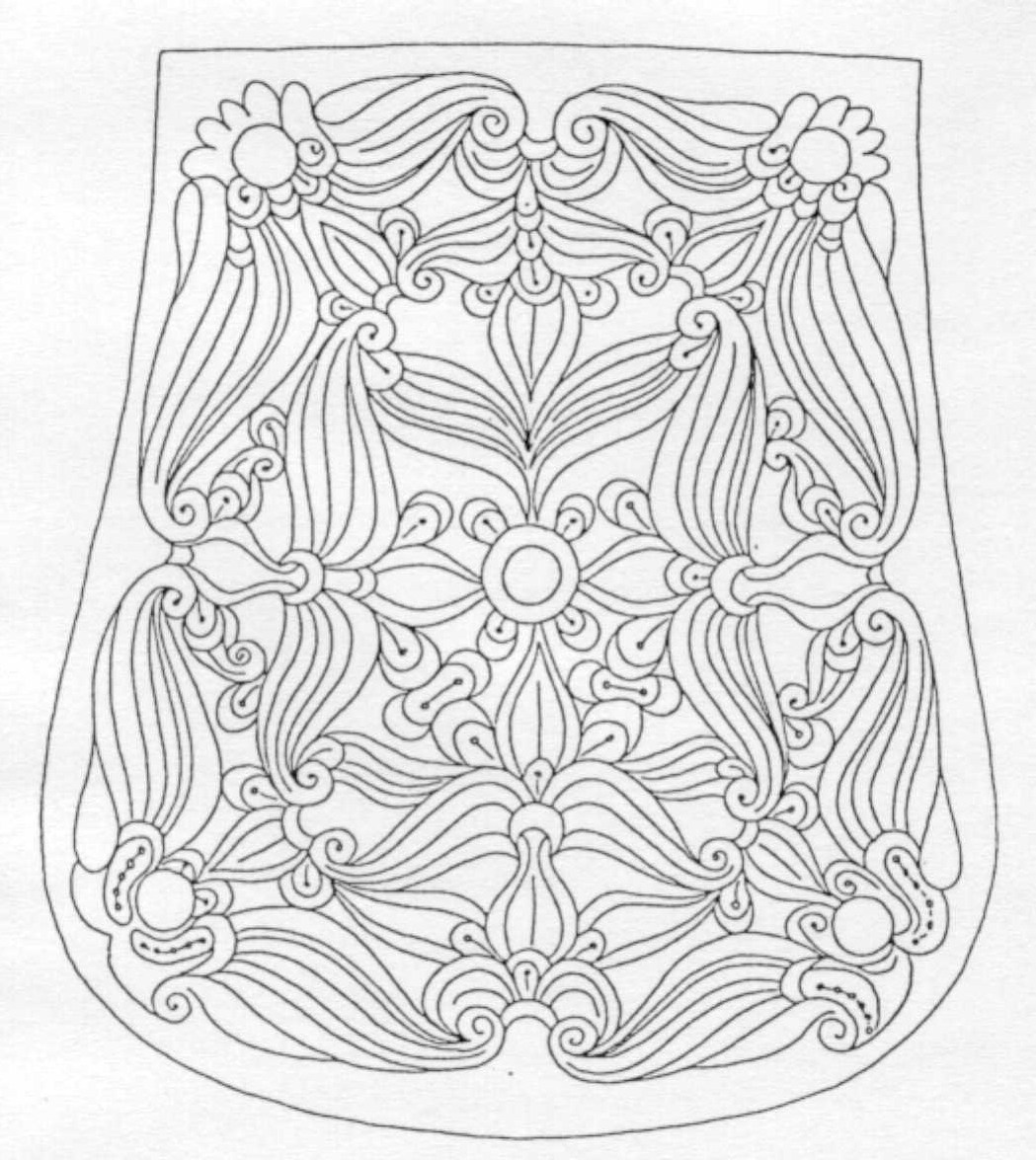
A túrkevei tarsolylemez rajza

- az 1755-ben épült kazettás mennyezetű református templom
- a református lelkészi hivatal, amely a város egyik legrégebbi épülete és a református templommal együtt országos védelemben részesülő műemlék
- az 1812 és 1822 között épült klasszicista stílusú Szent Péter és Pál római katolikus, szintén műemléki védelmet élvező templom
- az 1951-ben alapított Finta Múzeum (a környék bronzkori leleteivel, az Árpád-kori ezüst tarsolylemezzel, Móric falu és Csudaballa középkori emlékeivel népművészeti alkotásokkal és a helybeli művészek munkáival)[42]
- a Vadász Pál Ház és Kiállítóterem, a Finta Múzeum időszaki kiállítóterme
- a város határában, Túrkeve-Ecseg-pusztán talált tarsolylemez.[43]
- az 1860-ban épült Petőfi Sándor Általános Iskola
- az 1899-ben épült Városháza
- a Petőfi Sándor Általános Iskola 1909-ben szecessziós stílusban épült Kossuth utcai épülete, az egykori leányiskola
- az Egressy Béni Zeneiskola épülete a zeneszerző Talamasz Lajos által készített bronz portréjával
- az I. világháborús emlékmű a 383 túrkevei hősi halott nevével
- a II. világháborús emlékmű, néhai Finta Sándor túrkevei, és Győrfi Sándor karcagi szobrászművész alkotása
- Ifj. Finta Sándor Családi mű szobra
- az Iván Sándor szobrász által készített, Táncsics Mihályt ábrázoló portrészobor
- a Talamasz Lajos szobrász által készített, Petőfi Sándort ábrázoló szobor
- a Talamasz Lajos szobrász által készített kopjafa a kunok betelepülésének emlékére
- a Balogh Zsigmond fafaragó által készített kopjafa a török hódoltság alatt a Túrkeve környéki elpusztult falvak emlékére
- a '48-as emlékpark és kopjafa
- a 2000-ben létesült Millenniumi emlékpark
- a 2007-ben épült Autóbusz-pályaudvar
- a Túrkeve Termál- és Élményfürdő, Apartman és Kemping[44]
- a város északnyugati határán húzódó, az Alföldet átszelő Csörsz árka.
- Kunhímzés állandó kiállítás a Művelődési Házban (Táncsics M. u. 16.)[45]

## Kulturális programok, rendezvények, fesztiválok
- Kevi Böllértalálkozó (februárban)
- Majális (májusban)
- Kevi Juhászfesztivál (májusban)
- Motoros Találkozó (júliusban)

## Gasztronómia
Túrkeve két helyi eredetű étellel is büszkélkedhet:
- A kevi birkapörkölt: Habár birkapörköltet máshol is készítenek, és nem csak a Nagykunságban, hanem Magyarország más vidékein is, a túrkevei mégis egyedi. A kevi birkapörköltet a birka fejének és lábainak parázson való megperzselése után a birka más részeivel együtt készítik meg, s ez az amitől olyan különleges. A minden év májusában Túrkevén megrendezendő Kevi Juhászfesztiválra az egész országból sereglenek a profi és az amatőr szakácsok, hogy összemérjék tudásukat a helyiekkel, és hogy összehasonlíthassák a különböző tájak, különböző birkapörköltjeit.

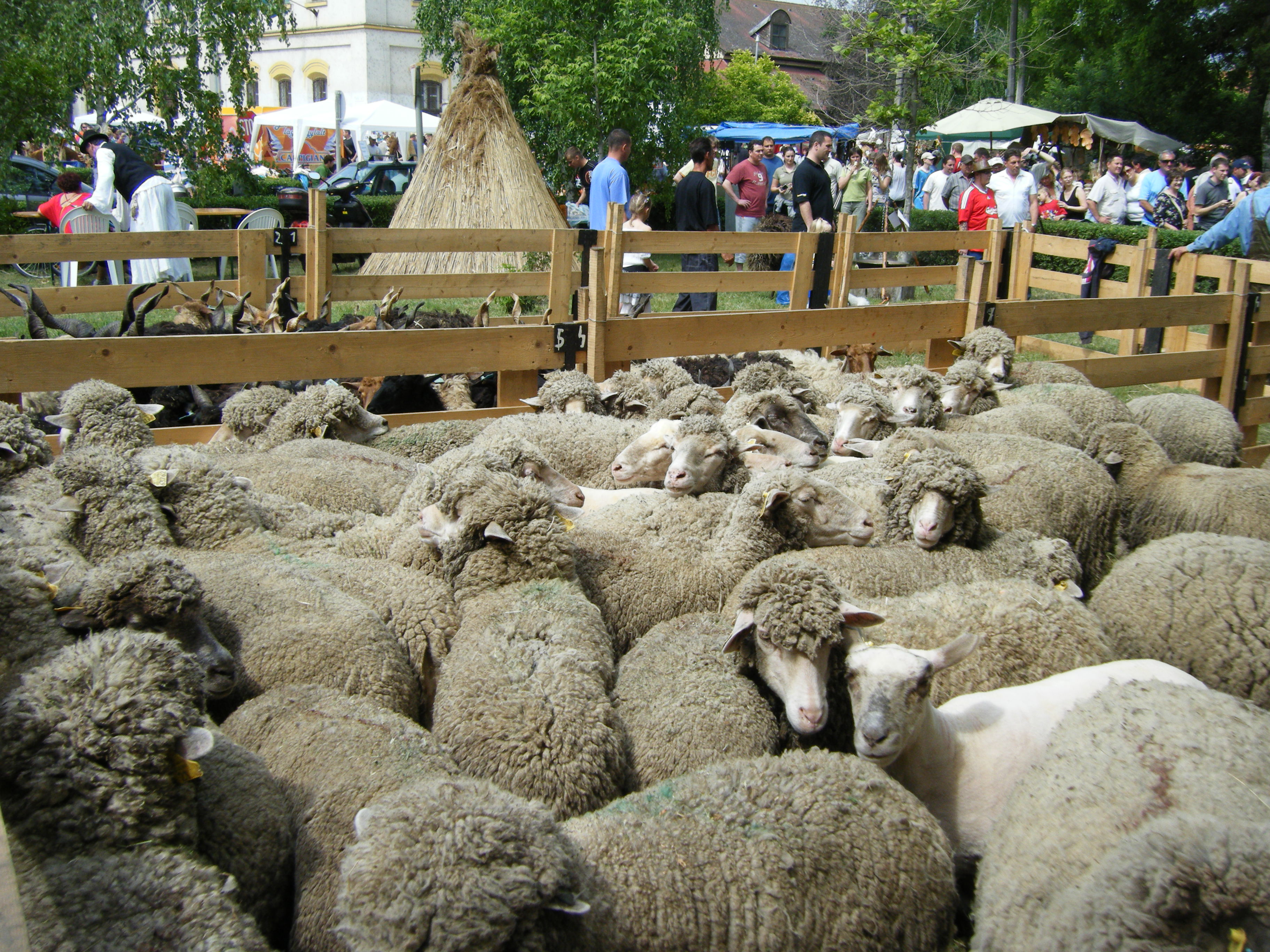
A kevi Juhászfesztivál főszereplői és a sokadalom.

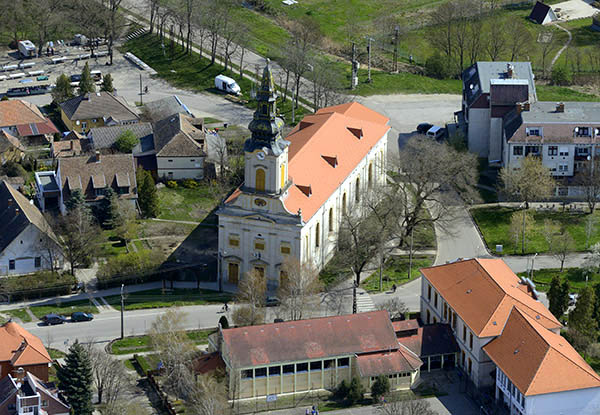
Légi fotó

- A keviperec: A sodrott keviperec csak akkor az igazi, ha kézzel sodorták, és nem tartalmaz mesterséges eredetű adalékanyagokat.
- Természetesen Túrkevén is készítettek hagyományos pásztor- és paraszti ételeket, így a slambuc, a pötyő és a vízicibere sem idegen a keviek számára.

## Sport
Túrkevén az első hivatalos szakosztály 1898-ban alakult Túrkevei Lawn Tennis Egylet néven. Ebben az időben karolták fel az úszást és a korcsolyázást is. Az 1910-es évek elején a labdarúgás került az érdeklődés középpontjába, elsősorban a túrkevei születésű Takács Dánielnek, aki a Budapesti Törekvés SE tagjaként 1910 és 1912 között 3 alkalommal volt a magyar nemzeti válogatott labdarúgója. Ekkoriban alakult meg a Túrkevei Athlétikai Club (TAC) is. Az ez után következő időszak (I. világháború, Tanácsköztársaság) nem tett jót a túrkevei sportéletnek. 1920-től ismét a labdarúgásé lett a főszerep. A városi csapat sorra aratta a győzelmeket a környék más településeinek csapatai elleni barátságos mérkőzéseken. A helyi sportélet még élénkebb lett, amikor 1929-ben megalakult a Nagykun Sport Liga. 1930-ban és 1934-ben is Túrkevén rendezték meg a Nagykun Viadalt (sorrendben a másodikat és a negyediket). Ez utóbbi alkalomra készült el a még ma is használatban lévő sportpálya. Az 1934-es rendezvény védnökei kiemelkedő személyiségek voltak: gróf Bethlen István korábbi miniszterelnök, Gömbös Gyula akkori miniszterelnök és Szolnok vármegye főispánja, vitéz Nagybányai Horthy István, a kormányzó testvére, aki a lovassági versenyeken is részt vett. Ezen a rendezvényen a helyi versenyzők összesítésben a III. helyet szerezték meg Kisújszállás és Karcag versenyzői mögött. Ebben az időben ért el nagy sikereket Kiss Lajos, válogatott középtávfutó, és T. Kiss Lajos országúti kerékpározó. A II. világháborúig, amikor a helyi fiatalok képzését a Levente Egyesület vette át, a versenyzők sikert-sikerre halmoztak elsősorban labdarúgásban és birkózásban.
Túrkevén mindig kiemelkedő jelentősége volt a birkózásnak. A legkiválóbb birkózók Bíró László (Európa-bajnok, világbajnoki második helyezett, kétszeres Európa-bajnoki második helyezett és kétszeres olimpiai résztvevő), Kiss Sándor (Európa- és világbajnokság, valamint olimpiai résztvevő), Lakatos Győző, Kiss Károly és Szarka Imre (országos bajnokok), valamint Kiss Ferenc (országos második helyezett).
A birkózás mellett a kézilabda is jelentős szerephez jutott a városban. A város férfi -és női csapatai 1964 óta állandó résztvevői a megyei első és másodosztálynak, illetve a labdarúgás is jelen van településen. A túrkevei felnőtt labdarúgócsapat a megyei II. osztályban szerepel.

## Testvérvárosai
- Nagyszalonta, Románia
- Auchel, Franciaország
- Porąbka, Lengyelország
- Nagybocskó, Ukrajna

## Híres szülöttei
- Gajzágó Salamon (1830. február 2. – 1898. március 2.) a Magyar Királyi Állami Számvevőszék elnöke, a főrendiház tagja.
- Tóth János (1864. július 16. – Budapest, 1929. december 23.) államtitkár, belügyminiszter, felsőházi tag, országgyűlési képviselő.
- Finta Miklós ecsegpusztai pásztor, s gyermekei, akik közül Finta Sándor (1881. június 12. – Los Angeles, 1958. augusztus 2.) az Amerikai Egyesült Államokban alkotott szobrászként és íróként. Testvére, Finta Gergely (1883. február 22. – Budapest, 1947. február 23.) is szobrászként dolgozott Rodin párizsi műhelyében és itthon. Legfiatalabb testvérük, Finta Sámuel (1892. december 8. – 1979. augusztus 8.) szintén szobrász lett. Ő elsősorban sírkőfaragással foglalkozott, de több szobra is készült.
- Gedő Lipót született Groszman (1887. október 5. – New York, USA, 1952. július 28.) magyar grafikus, karikaturista, festő.
- Korda Sándor (1893. szeptember 16. – London, 1956. január 23.), Korda Zoltán (1895. június 3. – Hollywood, 1961. október 13.), és Korda Vince (1897. június 22. – London, 1979. január 4.), akik a filmművészet világhírű személyiségei lettek.
- Madarász Katalin (1934. január 23.) és Farkas Rozália (1962. december 10.) nótaénekesnő, Ábrahám Miklós (1928. december 7. – Mezőtúr, 2011. július 4.) nótaénekes, Koltai László (1981. február 13.) nótaénekes, valamint Balogh Márton (1946. január 30. – 2010. július 18.) néptáncos, népdalénekes és kunkapitány.
- Nagy Emma, Solt Jenőné (1895. március 13. – Budapest, 1957. március 8.) költő.
- Györffy Lajos (1897. július 15. – Budapest, 1986. március 20.) tanár, helytörténész.
- Hagymásy Sándor (1907. január 3. – 1988. december 20.) néprajzkutató.
- Ratkai Lajos, (1931. február 21.) szobrászművész.
- Darin Sándor (1932. július 8.) okleveles gépészmérnök.
- Túri Péter (1939. február 19.) asztalos, a Nemzeti Színház díszlet-műtermének vezetője. Szörényi Levente és Bródy János összes munkájának díszletét ő tervezte, beleértve az 1983-as István, a királyt is.
- Dr. Csáki Csaba (1940. november 13.) Széchenyi-díjas agrárközgazdász, egyetemi tanár, az MTA rendes tagja.
- dr. Vilmos Endre egyetemi tanár, a Malév volt gazdasági vezérigazgató-helyettese, nemzetközi sporttisztviselő.
- Balogh András (1962. március 6.) Aase-díjas magyar színész.
- Gaál Erzsi 1951. szeptember 29. – 1998. június 11. magyar színésznő, rendező.
- Dénes Piroska 1932. május 22. – 2001. október Jászai Mari-díjas és Aase-díjas magyar színésznő.
- Dr. Lapis Károly, (Túrkeve, 1926. április 14. –) Széchenyi-díjas magyar orvos, patológus, onkológus, professor emeritus, az orvostudományok kandidátusa (1957) és doktora (1968), a Magyar Tudományos Akadémia tagja.

## Díszpolgárai
- Gajzágó Salamon, a Magyar Királyi Állami Számvevőszék Elnöke (1892)
- Dr. Nánási Lajos (1991)
- Örsi Julianna  néprajzkutató,  történész, nyugalmazott múzeumigazgató (1993)
- Kórizs István, középiskolai tanár, majd igazgató, később tanácselnök (1994)
- Madarász Katalin, nótaénekesnő (1994)
- Dr. Nagy Károly, kataszteri nyilvántartó, majd VB titkár (1996)
- Dr. Balogh János, Széchenyi-díjas zoológus, ökológus, egyetemi tanár, az MTA rendes tagja (2000)
- Süveges István, a túrkevei KTSZ vezetője, később önkormányzati képviselő és a pénzügyi bizottság elnöke (2004)
- Karakas Ida, tanár (2008)
- Balogh Márton, a Honvéd Művészegyüttes és az Állami Népi Együttes néptáncosa, népdalénekes és kunkapitány (posztumusz, 2011)[50]
- Dr. Csáki Csaba, Széchenyi-díjas agrárkögazdász, egyetemi tanár, az MTA rendes tagja (2011)[50]

## Légifotó-galéria

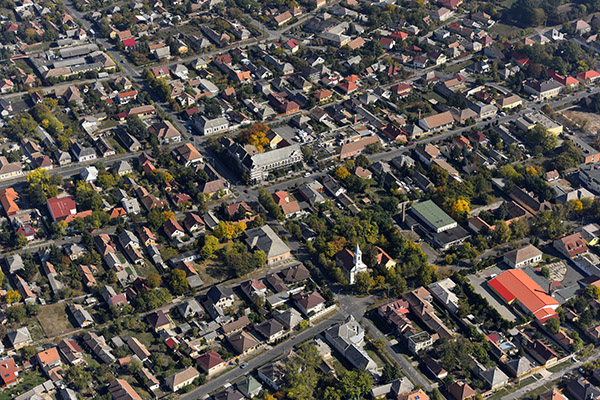
Túrkeve légi fotón
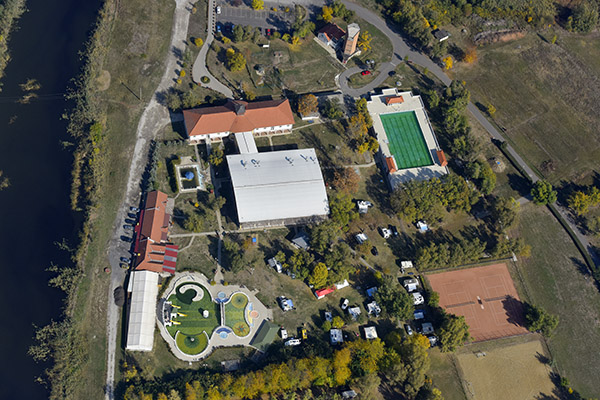
Túrkeve Termál a magasból
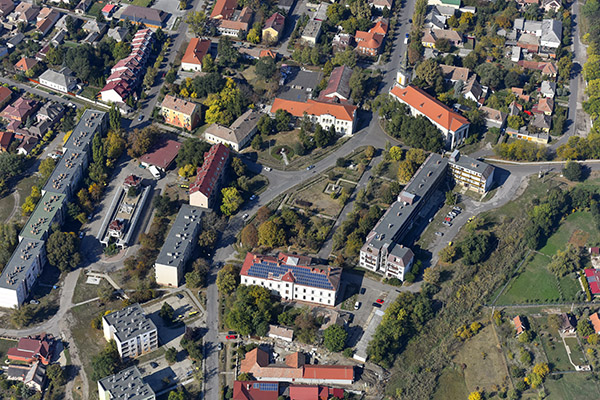
Túrkeve légi felvételen
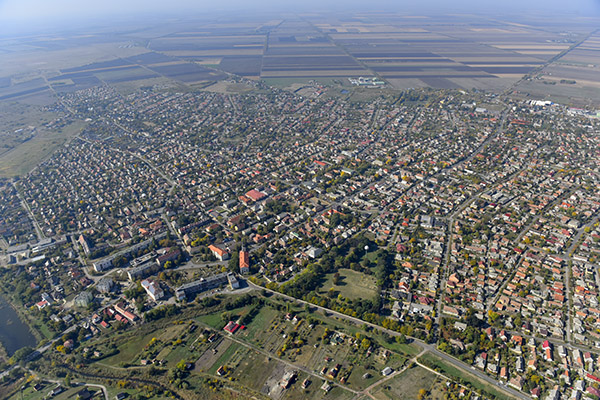
Túrkeve látképe madártávlatból
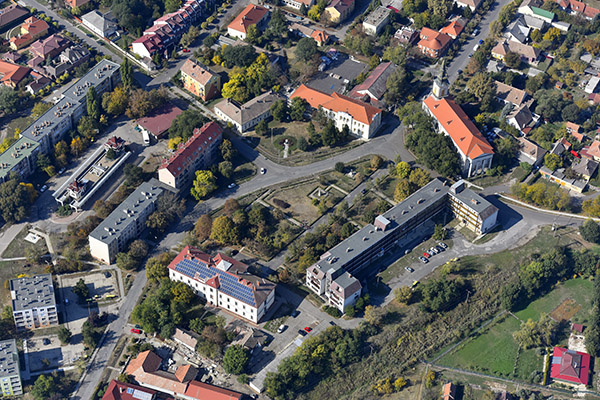
Túrkeve önkormányzat, fentről fényképezve
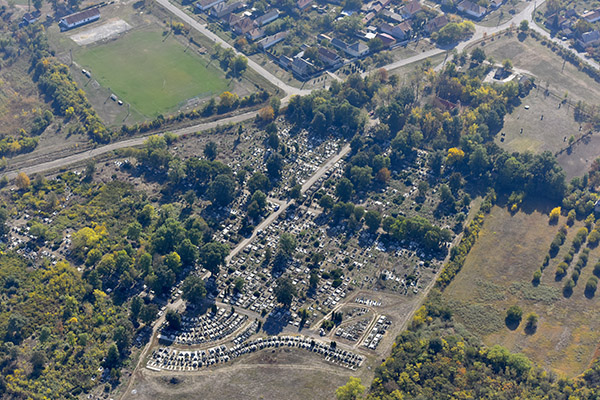
Temető Túrkevén a levegőből